# Богданов Андрій Миколайович (плавець)
Богданов Андрій Миколайович (рос. Андрей Николаевич Богданов; 8 червня 1958 — 1 січня 1999) — радянський плавець.
Срібний медаліст Олімпійських Ігор 1976 року в естафеті 4×200 метрів вільним стилем.